# Kuusankoski (quartier)
Kuusankoski est un quartier de Kuusankoski à Kouvola en Finlande .

## Description
Le quartier Kuusankoski est le centre de l'ancienne ville de Kuusankoski, c'est-à-dire toute la péninsule Kuusanniemi sur les rives du fleuve Kymijoki.
Le quartier Kuusankoski est bordé au sud par Kymintehdas et Keltti, au nord par Voikkaa et Pilkanmaa, à l'est par l'ancienne commune de Valkeala et Jokela, et à l'ouest par la commune d'Iitti et le village de Lyöttilä.
À Kuusankoski, près de la rive du Kymijoki et du parc Rantapuisto, se trouvent les services culturels dont la bibliothèque de Kuusankoski et le centre culturel Kuusankoskitalo, qui abrite un théâtre, un cinéma et une salle de concert. 
Autour du centre se trouvent des joyaux architecturaux, des bâtiments résidentiels que la société Kymmene a autrefois construits pour ses employés, dont la taille varie des petits appartements aux manoirs.

## Galerie

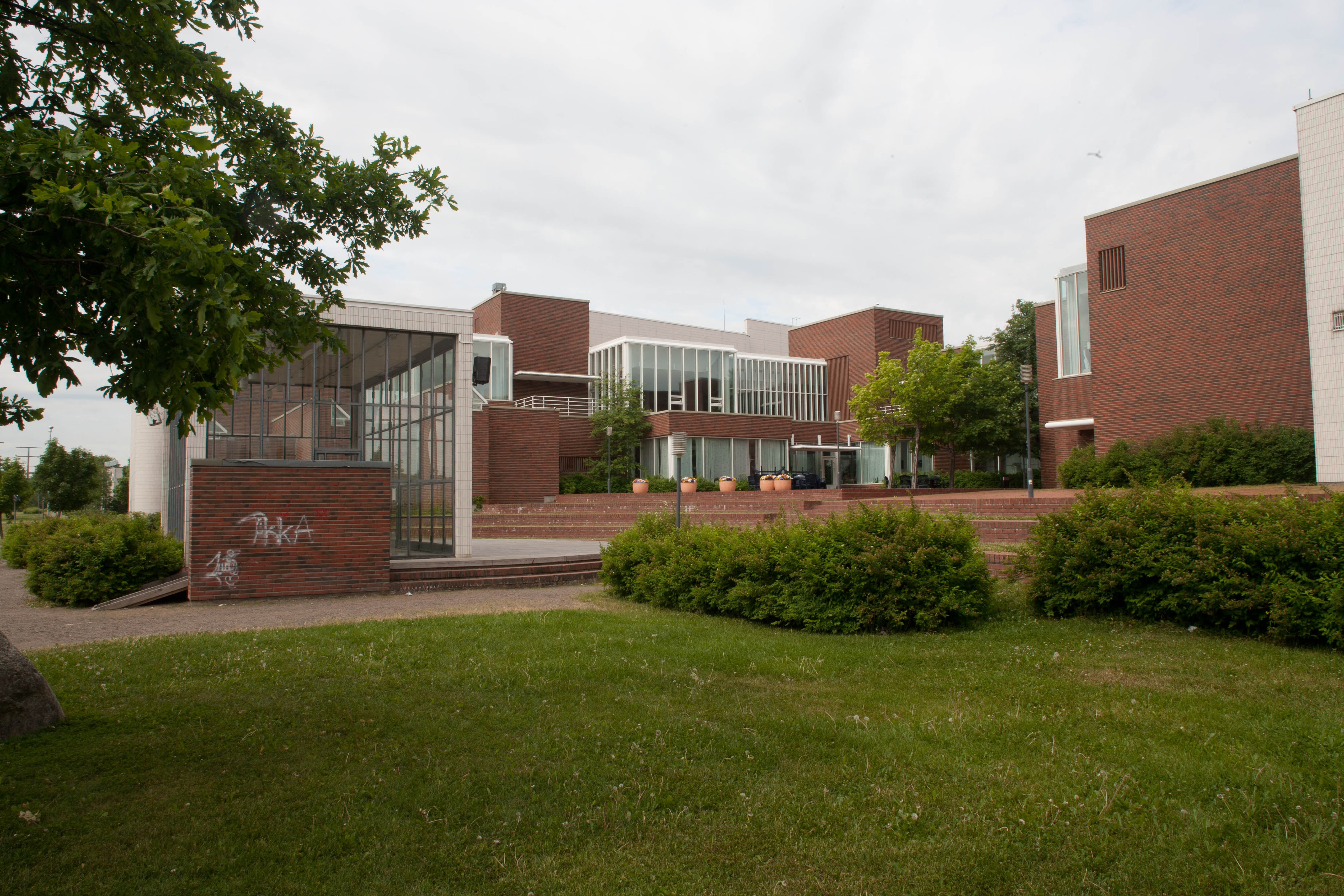
Kuusankoskitalo